# Margaretha Fahlgren
Margaretha Holdar Fahlgren, född Ingrid Margaretha Fahlgren, 30 oktober 1952, professor i litteraturvetenskap vid Uppsala universitet och tidigare dekan för historisk-filosofiska fakulteten. Fil.dr. 1981.
Margaretha Fahlgrens forskning bidrog starkt till att Uppsala universitet år 2006 blev en av tre vinnare i utlysningen ”Centers of Gender Excellence” vid Vetenskapsrådet. Fahlgren beviljades 20 miljoner kronor under en femårsperiod till projektet ”Nature/Culture Boundaries and Transgressive Encounters".
Fahlgren var Uppsala universitets vicerektor för vetenskapsområdet för humaniora och samhällsvetenskap mellan åren 2008 och 2014. År 2015 utsågs hon till regeringens särskilda utredare av oredlighet i forskning, en utredning som presenterades i februari 2017.